# Kagarai emberrablás
2021. február 17-én 15 óra körül fegyveres férfiak 1 tanulót megöltek, 17-et pedig elraboltak Nigériában Niger államban Kagarában egy iskolánál. Az iskola személyzetéből 3 főt és 12 hozzátartozót szintén elraboltak. A támadásért senki sem vállalta a felelősséget.

## Rajtaütés
A fegyveresek 2 óra körül megszállták a Kormányzati Tudományos Főiskolát Niger állam Kagara településén.

## Kormányzati válasz
Muhammadu Buhari nigériai elnök elrendelte a rendőrségnél és a katonaságnál, hogy azonnal indítsanak mentőakciót.
Miközben a vizsgálat még folyamatban volt, egy névtelenséget kérő biztonsági illetékes azt nyilatkozta az Agence France-Presse-nek, hogy a támadók egy bűnszervezethez tartozhattak.
Február 19-én Niger állam kormányzója, Abubakar Sani-Bello megerősítette, hogy az állam már a banditákkal való tárgyalás vége felé tart az elraboltak szabadon engedéséről.
Február 21-én egy katonai repülőgép ment Minnába, hogy megpróbálja kiszabadítani a 42 túszt. A repülőgép lezuhant, és legalább 7 ember meghalt. A legénység vezetője azonnali vizsgálatot követelt amiatt, hogy a gép szerencsétlensége baleset volt-e vagy sem.
Február 24-én a a média azt jelentette, hogy az emberrablók váltságdíjról tárgyalnak az elrabolt tanuló fiúk szüleivel a foglyok elengedéséért cserébe. A szülők egyik képviselője felajánlotta, hogy kifizet egy 2,7 millió nairás váltságdíjat, ha ezért cserébe szabadon engedik őket. A médiában Dogo Gide-ként azonosított emberrabló, a csoport vezetője elkérte minden szülő telefonszámát, így egyenként tud velük tárgyalni. Niger állam kormánya azt állította, még mindig tárgyalásokban vannak az emberrablókkal, hogy feltételek nélkül engedjék szabadon a rabokat.

## Kiszabadulás
2021 február 27-én Niger állam kormánya bejelentette, hogy a kigarai iskolából elrabolt mind a 42 gyermeket átadták az emberrablók a kormány képviselőinek.